# 授權中立運動員

國際田徑總會相關賽事的ANA標誌與旗幟

奧林匹克運動會的AIN旗幟

授權中立運動員（英語：Authorised Neutral Athletes，縮寫ANA）和個人中立運動員（英語：Individual Neutral Athlete，縮寫AIN）是一種運動員在國際體育賽事中參賽的身分類別。在這種身分下，運動員無需代表自己的國家，也符合《奧林匹克憲章》的標準慣例，在2014年12月俄羅斯體育禁藥醜聞首次曝光，以及2022年2月俄羅斯入侵烏克蘭後，該國運動員以此身份類別參加國際比賽。

## 歷史
2017年4月，在倫敦舉行的2017年世界田徑錦標賽上，國際田徑總會批准了19名俄羅斯運動員組成的參賽團體。共有8名運動員在2018年世界室內田徑錦標賽中擔任中立選手。在2018年世界U20田徑錦標賽上，共有9名運動員作為中立選手參加比賽。在2018年歐洲田徑錦標賽中，共有30名運動員作為中立選手參加比賽。